# پری‌خوانی (آلبوم)
 پری خوانی نام یک آلبوم موسیقی اثر  خسرو شکیبایی، هنرمند ایرانی است که در سبک  شعر خوانی تهیه شده و دارای ۸ آهنگ است.

## فهرست آهنگ‌ها
| ردیف | آهنگ            |
| ۱    | سلامی دوباره    |
| ۲    | ایمان بیاوریم   |
| ۳    | هدیه            |
| ۴    | تولدی دیگر      |
| ۵    | دلم گرفته       |
| ۶    | آفتاب می‌شود     |
| ۷    | ترانه‌ای نگاه کن |
| ۸    | علی کوچیکه      |